# Dobó István (katonatiszt)
Báró ruszkai Dobó István (1502 körül vagy 1505 körül – Szerednye, 1572 májusa) magyar katona, aki leginkább Eger várkapitányaként ismeretes. Részt vett a mohácsi csatában.

## Élete
A régi nemesi származású ruszkai Dobó család sarja. Apja ifjabb Dobó Domonkos (fl. 1494–1508), 1505-ben Ung vármegye követe, földbirtokos, anyja a Kaplon nemzetségbeli Czékely Zsófia (fl. 1511) volt. Dobó Domonkos 1498-ban kötött házasságot Czékey Zsófiával, és hat gyermekük született: Ferenc, László, István, Domonkos, Anna és Katalin. Az apai nagyszülei idősebb Dobó Domonkos (fl. 1445–1462), 1460 és 1462 között Ung vármegye főispánja, földbirtokos és ecsedi Báthory Veronika (fl. 1466–1496) asszony voltak. Az anyai nagyszülei nemes Czékey János (fl. 1474–1490), földbirtokos és Upory Borbála voltak.
1548-tól Zay Ferenccel együtt az egri vár várnagya lett (1551-től Zay helyett Mekcsey István volt a másik várnagy). Dobó kapitánysága alatt folytatódott a vár megerősítése. Dobó Istvánt és két testvérét 1551-ben I. Ferdinánd magyar király egyik szomszédjuk (Tegenyei Tamás) ellen elkövetett korábbi erőszakoskodásuk miatt fő- és jószágvesztésre ítélte, ami az ostrom idején is érvényben volt, hiszen Dobó Istvánnak csak annyit sikerült elérnie, hogy az ítéletet egy évre felfüggesszék.
Az 1552. évi török ostrom tette ismertté a nevét, amikor az egyenlőtlen erőviszonyok ellenére meg tudta védeni a várat. A védők létszáma körülbelül 2000 volt, köztük bajtársa, pakosi Paksy Jób, míg az ostromló törökök száma a korábbi 200 és 80 ezer főre való becslés helyett inkább 40 ezer lehetett. Az ostrom során Dobó maga is megsebesült. Dobó és a várvédők hőstettét Tinódi Lantos Sebestyén két históriás énekben örökítette meg, Csabai Mátyás pedig két latin nyelvű dicsőítő költeményt írt róla. Dobó Déva és Szamosújvár várát kapta jutalmul a királytól, aki 1553-ban erdélyi vajdává nevezte ki (Kendi Ferenccel együtt) és bárói rangra emelte. 1556-ban az erdélyi országgyűlés elhatározta, hogy hazahívja Izabella királynét. Ekkor szultáni parancsra török, moldvai és havasalföldi seregek nyomultak Erdélybe, Dobó több mint tíz hónapig védte Szamosújvárt, de mivel Ferdinándtól nem jött segítség, kénytelen volt feladni azt. Izabella a megígért szabad elvonulás ellenére Szamosújvárban bebörtönöztette, ahonnan 1557-ben azonban megszökött. Erdélyi vajdasága idején komoly támogatója volt (öccsével Domonkossal együtt, a protestáns) Károlyi Gáspárnak, az első teljes magyar nyelvű Biblia lefordítójának és kiadójának, akinek tanulmányait ezt megelőzően a Wittenbergi Egyetemen szintén segítették.

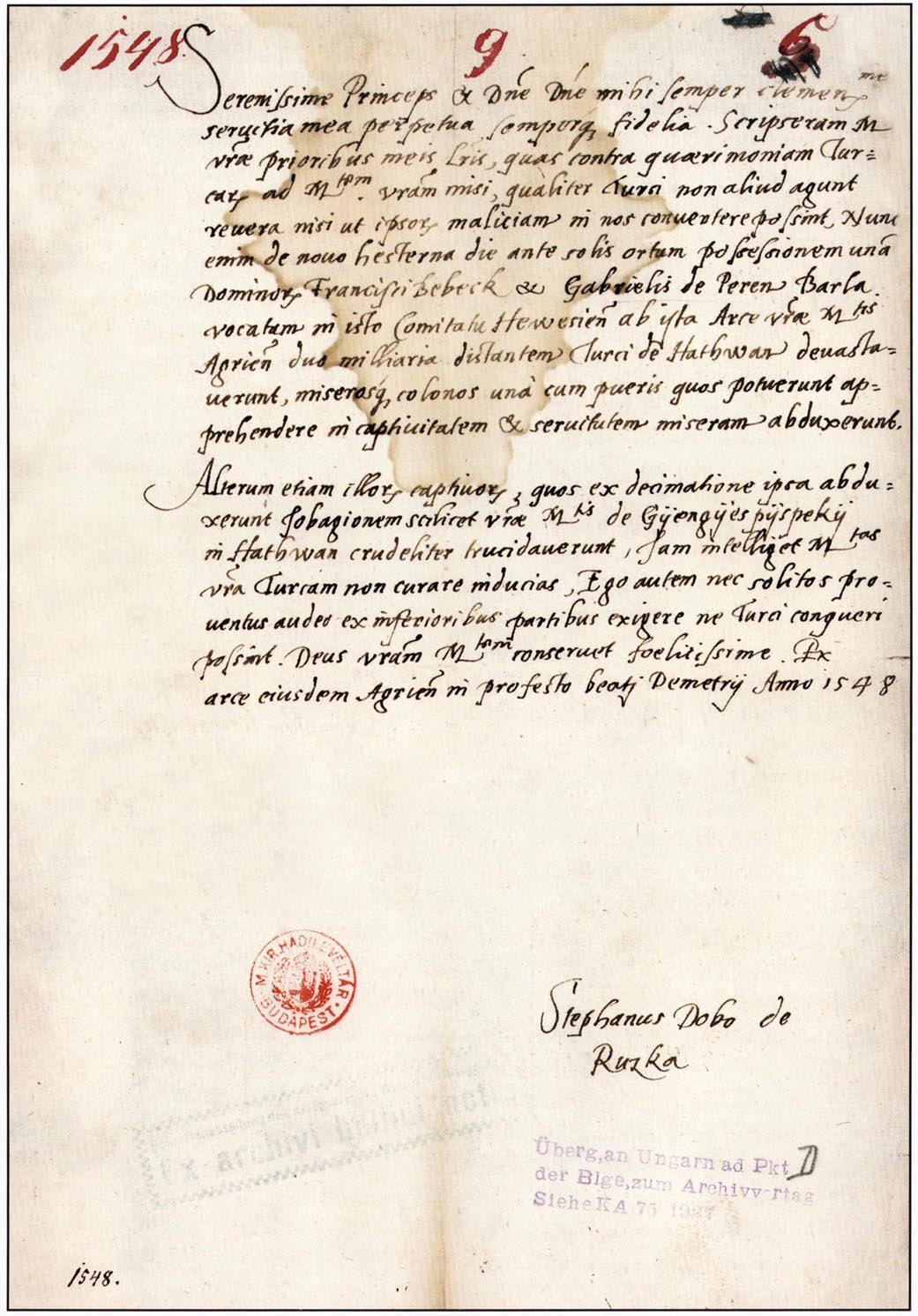
Dobó István egri várkapitány jelentése I. Ferdinándnak, 1548-ban

1558-ban, amikor Erdély ismét elszakadt a Habsburgoktól, elveszett birtokai helyett Léva várát kapta meg. Még abban az évben ismét bárói rangra emelkedett és kinevezték Bars vármegye főispánjává. Az 1560-as évekre az ország egyik legnagyobb földbirtokosa lett. Dobónak – bár a köztudatban ma elsősorban mint a hős egri várvédő él – voltak nem éppen becses tulajdonságai is. Fukarsága, pénzsóvársága például közismert volt a 16. században is. Bornemisza Péter az Ördögi kísírtetekről című művében Dobót a telhetetlen csalárdok között említi. Ha a helyzet úgy kívánta, a gazdálkodással és kereskedelemmel foglalkozó Dobó testvérek kíméletlenül elbántak szomszédaikkal, konkurenseikkel és mindent megtettek annak érdekében, hogy új birtokokat szerezzenek. És mivel a család Ung és Bereg vármegyei birtokai határosak voltak Lengyel Királysággal, Dobó gyakran a királyi vámhelyek megkerülésével szállította ki áruit.
A Tegenyei-ügy, nem utolsósorban a Perényieknek, a Dobó család régi ellenségeinek áskálódásai miatt, Dobó egész életét végigkísérte, 1568-ban Pozsonyban le is tartóztatták emiatt, de megszökött, és a lévai várba menekült. 1569-ben Dobót a pozsonyi országgyűlésre csalták, és ott rokonával, Balassa Jánossal (Balassi Bálint apjával) együtt elfogták, majd felségárulás gyanújával börtönbe zárták, sőt főispáni rangjától is megfosztották. Élete utolsó éveit fogságban töltötte, a pozsonyi várban. Szabadulásakor (1572) egészsége már erősen megromlott. Visszatért szerednyei várába, ahol nem sokkal azután, 70 éves korában elhunyt. Testét a családi birtokon, Ruszkán (ma Dobóruszka) temették el.

## Családja
Dobó István felesége lekcsei és alsószopori Sulyok Sára (fl. 1550) volt, akinek a szülei lecskei Sulyok Balázs (fl. 1521–1542), királyi főkamarás, földbirtokos és gersei Pethő Erzsébet voltak. A menyasszony apai nagyszülei lecskei Sulyok István (fl. 1467), földbirtokos és enyingi Török Krisztina (fl. 1496) voltak; apai ági dédszülei enyingi Török Ambrus (fl. 1445–1491), Sopron vármegye főispánja, a Bosnyák királyság kincstartója, és thapsoni Anthymus Ilona (fl. 1465–1488) asszony voltak; Anthymus Ilonának az apja thapsoni Anthymus János (fl. 1417–1485), földbirtokos, az apai nagyapja thapsoni Anthymus János (fl. 1368–1423) mester, alnádor 1408 és 1419 között, 1397-ben Szlavónia vice-bánja és körös vármegyei ispán, földbirtokos volt. Sulyok Istváné enyingi Török Krisztinának az anyai nagybátyja enyingi Török Imre (fl. 1464–1521) Valkó vármegye főispánja, nándorfehérvári bán, gyulai várnagy, földbirtokos, valamint nagynénje enyingi Török Ilona (fl. 1496), akinek a férje osztopáni Perneszy Imre (fl. 1469-1512), a Báthoryak babocsai várnagya, földbirtokos volt.
Dobó István és Sulyok Sára 1550. október 17-én kötöttek házasságot, aminek révén rokonságba került kismarjai Bocskai István (1557–1606) családjával, mivel az édesanyja, Bocskai Györgyné Sulyok Krisztina volt, Dobó Istvánné Sulyok Sára leánytestvére. Dobó István és Sulyok Sára házasságából három gyermek született:
- Ferenc (1558–1602. szeptember 14.) Bars vármegye főispánja, apja emlékére ő állíttatta azt a síremléket, amely 1832 óta az egri várban látható; első neje Báthory András erdélyi fejedelem és Báthory Boldizsár nővére, Báthory Erzsébet volt, második pedig Kerecsényi Judit, Kerecsényi László gyulai várkapitány és Báthori Erzsébet leánya.[7][8]
- Damján (1557–1586)
- Krisztina (1560–1590), aki férjhez ment előbb Várady Mihályhoz, majd annak halála után, 1584-ben az unokatestvéréhez, Balassi Bálint költőhöz,[9][10] s utóbb Pető Gáspárhoz.

Dobó István végrendelete 1558-ban Végles várában :
Én Ruszkai Dobó István Bars vármegye főispánja stb.

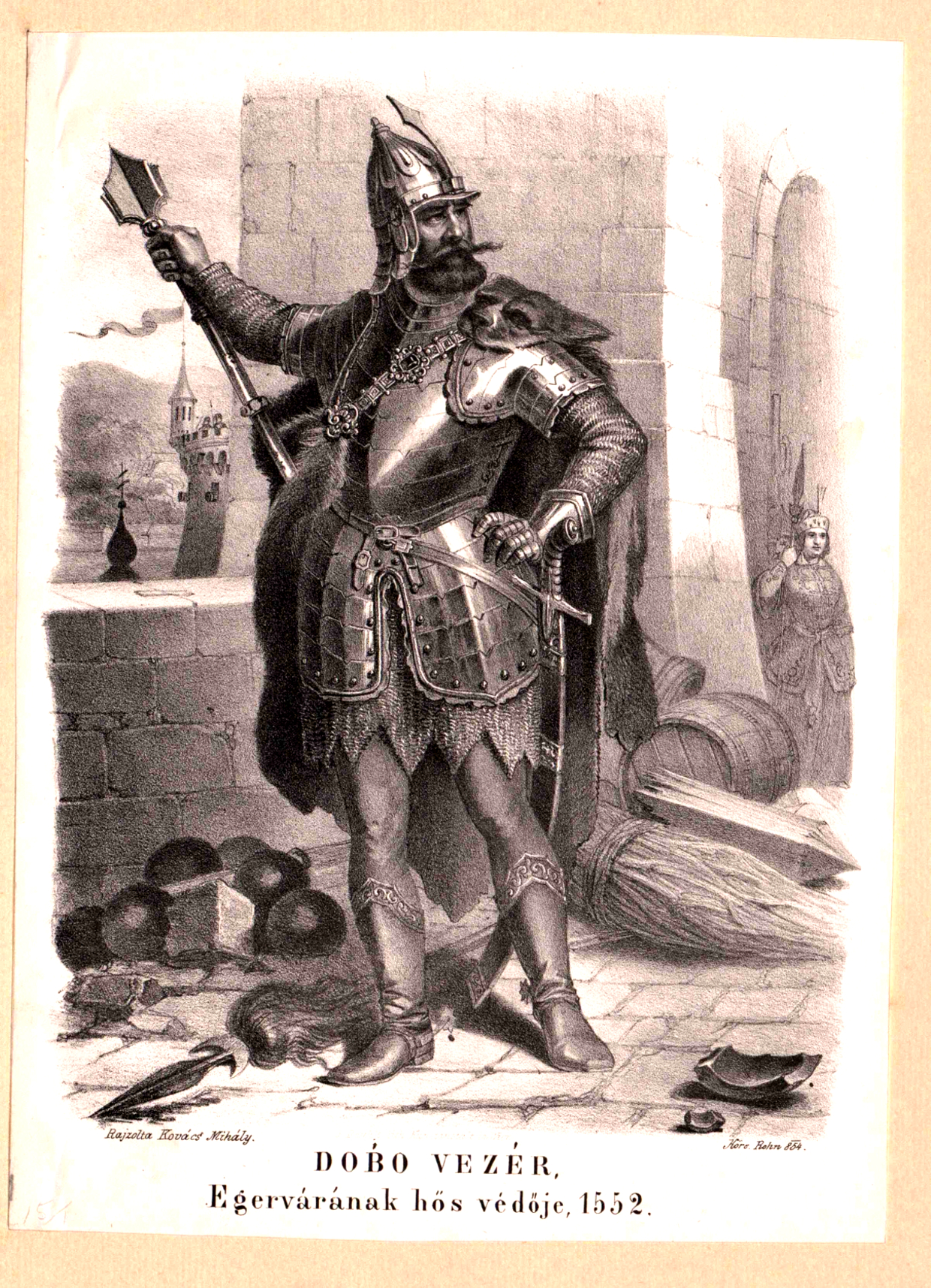
Dobó István, a vár főkapitánya, a „kereszténység Herkulese"

A ruszkai Dobó család címere

Ámbár szellemileg és testileg épen, mégis figyelembe véve, hogy az emberi élet mulandó és törékeny, hogy abban semmi sem állandó és semmi sem tartós az Úristentől nekem adott javakról és dolgokról ezen végrendeletet teszem. Tanúsítom először is, hogy az egri ostrom előtt és azután, az újvári börtönben, Erdélyben az előző években általam kiadott, és saját kezűleg aláírt, valamint legkedvesebb házastársamnak, Nemzetes Sulyok Sára Úrasszonynak adott, tudniillik neki meglevelezett végrendeleti intézkedéseimet és abban foglaltakat egyenként és most is jóváhagyom.
Ezen kívül, mivel előbb mondott legkedvesebb házastársam az ő irántam való szeretetéből a nyomorúságokat és fogságokat együtt elszenvedve, az oly nagy szerencsétlenséget mellettem viselte el, s hogy midőn az előző években mindketten Izabella királyné fogságába estünk, úgy az ő szülei által hátrahagyott, mind az általam neki adott, nevezetesen pedig arany és ezüst marháit elvesztette, és ezen felül mielőtt én isteni segítséggel ugyanezen fogságból kiszabadultam volna, ő Kolozsvár, azután pedig Déva várában, a mi közös gyermekeinkkel kemény, és a női nemre nézve igen nehéz fogságot állott ki, és azt nyomorúságosan elviselte, én az ő hűségének ezen szolgálatait kárpótolni akarván, a Rómaiak Szentséges Császári Felsége, Legkegyelmesebb Uram által az én kellő szolgálataimra való tekintettel, az én kiszabadulásom után húszezer és ötszáz magyar forintokért egyebek közt kegyesen nekem érdemül beírt Végles várát tartozékaival együtt, mondott legkedvesebb házastársamnak hagyományozom, mint ugyanazon összegért érdemül beírtat és oly soká birtoklandót, míg az előbb közölt összegről neki vagy örököseinek Magyarország királya által, az erről készült érdem jutalom-levél tartalma szerint a kielégítés meg nem történik. Ha pedig eközben valamiképpen az én házastársam a fogságból ki fog szabadulni, s a vár a Szentséges Császári Felség által előbb mondott összeg letétetvén kiváltatnék, a mondott húszezer és ötszáz forint összeget éppen úgy ugyanezen házastársamnak és örököseinek hagyományozom mindenestül.
Végül úgy az én legdrágább házastársamat, valamint kicsinyke fiakat először is a Szentséges Császári felségnek, valamint a Felséges Fejedelemnek és Úrnak, Miksa Úrnak, Csehország királyának oltalmába ajánlom, esdekelve legalázatosabban, méltóztassanak a felségek először is azon kegyes vonzalomból, mellyel a keresztény fejedelmek az özvegyeket és árvákat pártfogolni szokták, és az én általam nem rettenetes szerencsétlenségek nélkül és igen sok hányattatással teljesített, a Felségeknek és Magyarországnak tett hűséges szolgálataimért, ugyanezeket oltalmukba fogadni, és őket kegyesen pártfogolni, akiknek másodszor gondnokul nagyságos Gyarmathy Balassa János urat, Zólyom kapitányát és nagyságos Dobó Domokost, Jánost, Lászlót és Miklóst, továbbá vitézlő Bocskai Györgyöt és vitézlő Lekcsei Sulyok Ferencet és Györgyöt, és vitézlő Nagymihályi Ödönffy Ferencet rendelem.
Kelt előbb mondott Végles várában alulírt tanúk előtt, az Úrnak 1558-ik esztendejében, november hónap 26-ik napján.

## Emlékezete

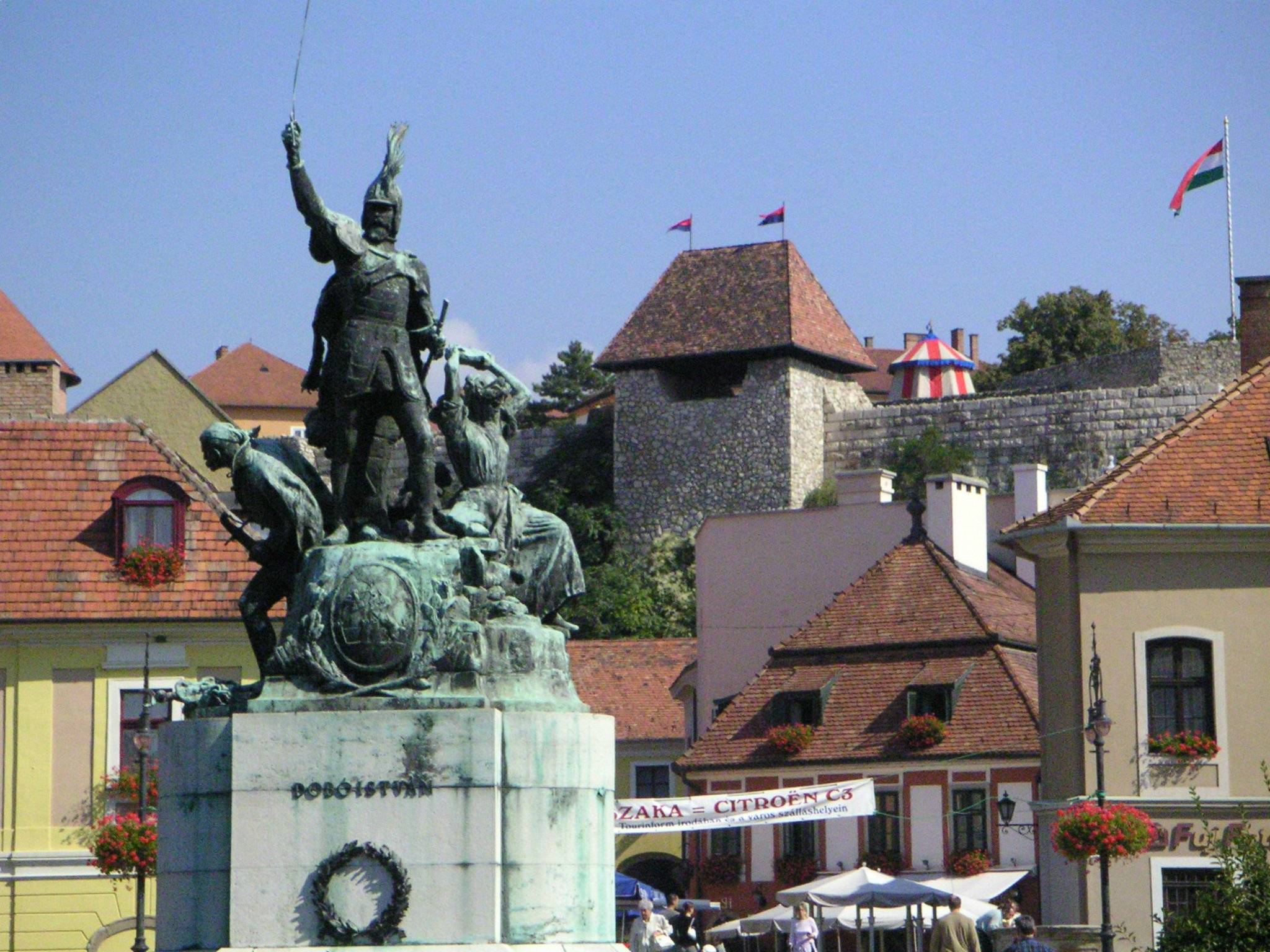
Dobó István szobra Egerben. Strobl Alajos alkotása (1907)

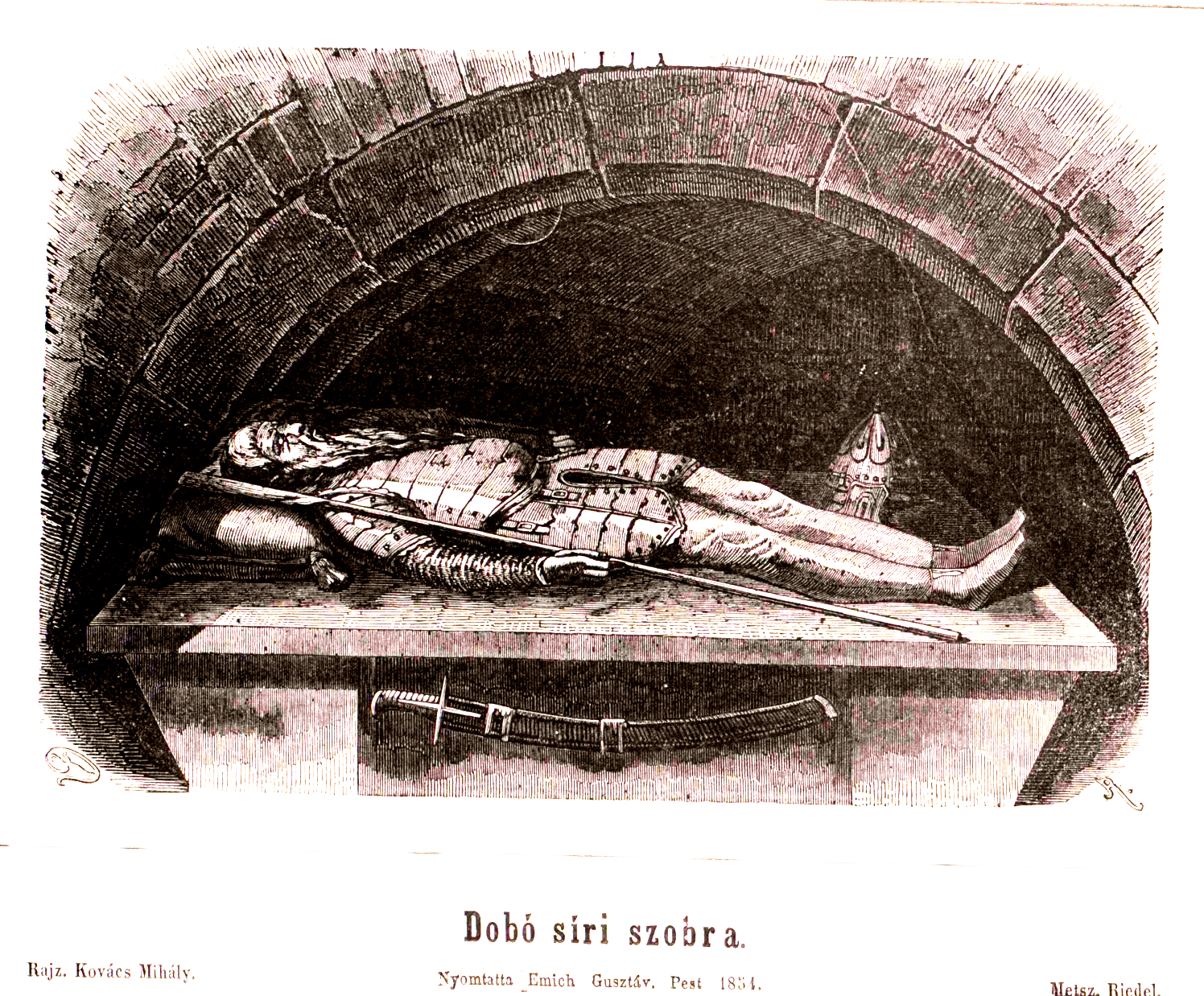
Dobó István síremléke

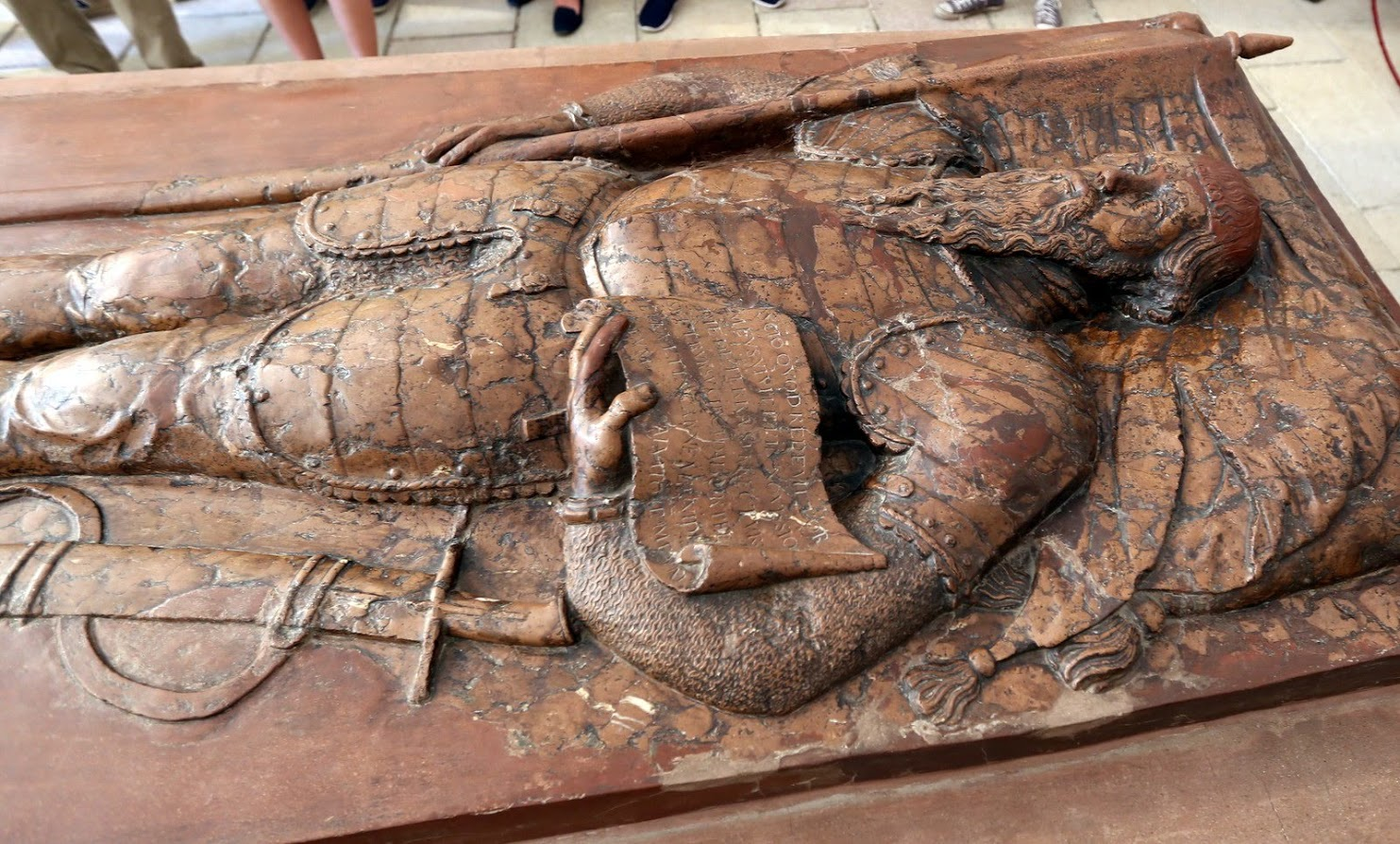
Dobó István jelképes síremléke az egri várban

Márvány reneszánsz szarkofágját fia készítette és helyezte el a dobóruszkai templom szentélyében. A ma is itt látható síremlék oldallapjai eredetiek, a híres fedlap viszont csak másolat. Az eredeti márvány sírkőfedlap ma az egri Dobó István Vármúzeumban látható, a Hősök termében, kiegészítve az oldallapok másolatával és egy később a sírkőhöz került úgynevezett „rákfarkas” márványsisakkal. A fedlap igen kalandos úton került Egerbe, amit Mikszáth Kálmán is megemlít a Különös házasság című regényében. A 19. században Dobóruszka község gróf Butler János tulajdonában volt, aki elhozatta a faluból Egerbe a sírkövet. Ezen „apró” gesztussal igyekezett rávenni az egri egyházi elöljárókat válásának kimondására.
Dobó István maradványainak pontos helyét a dobóruszkai templomon belül egészen a legutóbbi időkig nem ismerték, és a régészek csak 2008-ban, mintegy kétéves kutatás után tudták teljes biztonsággal azonosítani. Az egyszerű fakoporsóban eltemetett férfi csontvázának maradványaira a szentély padozata alatt találtak rá. Az embertani kutatások azt igazolták, hogy egy 70 év körüli, mintegy 180 centiméter magas, köszvényben szenvedő férfi földi maradványait rejtette a faláda. Az a tény is segítette a személyazonosítást, hogy a szentély déli oldalán leltek rá a maradványokra, a templom azon pontján, amely a birtok urát temetkezési helyként megillette. 
Az egri hős ünnepélyes egyházi újratemetésére ennek eredményeként 2008. június 28-án került sor.
Dobóruszkai nyughelye ma a felvidéki magyarok egyik történelmi zarándokhelye. November második vagy harmadik hétvégéjén a helységben rendezik a Dobó István Emléknapokat.
Egy másik – jelképes – síremléke az egri várban is látható. Az ő nevét viseli az egri vár múzeuma (Dobó István Vármúzeum) és a város főtere is (Dobó István tér). A téren álló szobrát Strobl Alajos készítette, 1907-ben.
Gárdonyi Géza Egri csillagok című népszerű történelmi regényének ő az egyik főszereplője. A regény 1968-ban bemutatott filmváltozatában Dobó Istvánt Sinkovits Imre formálta meg.

## Irodalom

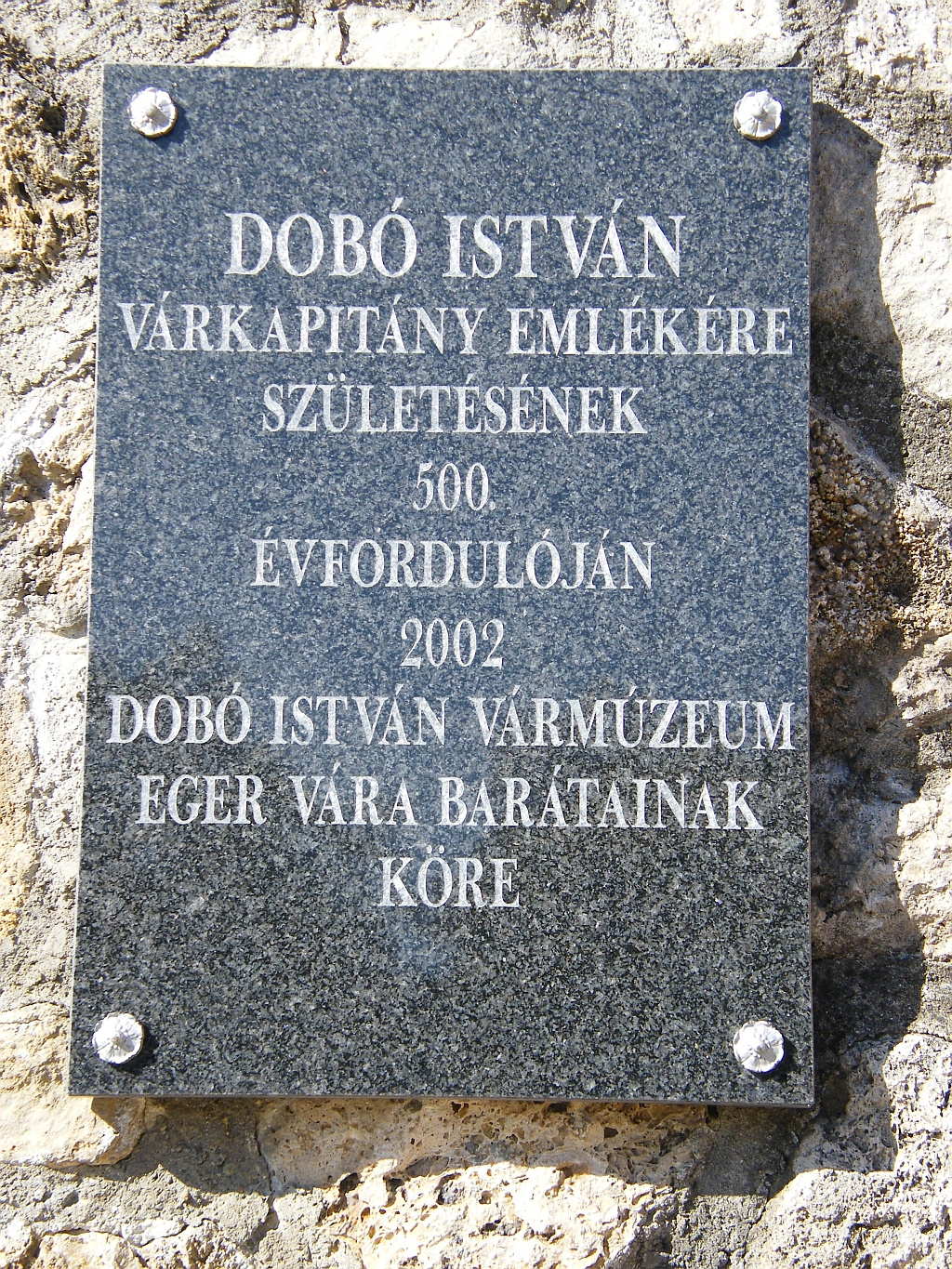
Emléktáblája az egri várban

## Film
- Egri csillagok – történelmi film hat felvonásban, az utolsó magyar némafilm[1] Fejős Pál rendezésében, amelynek a sajtóbemutatóját 1923. december 6-án tartották a Royal-Apolló filmszínházban. A felvonáscímek: 1. Hol terem a magyar vitéz?, 2. Rabmadár aranykalitkában, 3. A leláncolt oroszlán, 4. Igaz szerelemnek igaz boldogság az ára, 5. Amikor a pogány volt az úr Magyarhonban, 6. Eger ostroma.[2]
- Egri csillagok című film, amely Gárdonyi Géza azonos című műve alapján készült 1968-ban.[3]